# نقل الملفات
نقل الملفات (بالإنجليزية: File Transfer)‏ تُعرَّف هذهِ الكلمة بأنَّها عملية نقل الملفات عبر الشبكة من جهاز حاسوب إلى حاسوب آخر. بطريقة تؤدي إلى عدم حذف الملفات.

## إجراء

### بروتوكول نقل الملفات
إنَّ بروتوكول نقل الملفات هو بروتوكول اتصالات يستخدم لإرسال الملفات من كمبيوتر إلى كمبيوتر، حيث يعمل أحدهما كخادم، بشرط أن يكون لدى الاثنين اتصال بالإنترنت.

### نقل مِنهاتف محمولإلىحاسوب
توجد العديد من الطرق لنقل الملفات مِن الحاسوب إلى الهواتف المحمولة منها نقل عبر الناقل التسلسلي العام وهي تتطلب كبل للهاتف، وأيضًا عبر البلوتوث وهي لا تختلف عن الطريقة السابقة ولكنها طريقة لاسلكيَّة، وتتم كذلك عبر البريد الإلكتروني وهي أبسط ولكنها قد تُوفر وظائف أقل وسعة تخزين طويلة المدى، ويُمكن كذلك النقل عبر التخزين السحابي.